# Çeltikçi (Denizli)
Çeltikçi ist ein Dorf im Landkreis Denizli der gleichnamigen türkischen Provinz. Çeltikçi liegt etwa 14 km nördlich der Provinzhauptstadt Denizli. Çeltikçi hatte laut der letzten Volkszählung 227 Einwohner (Stand Ende Dezember 2010).